# Tobias Warvne
Tobias Warvne, auch: Varvne, (* 18. Januar 1987 in Lindesberg) ist ein schwedischer Handballspieler.

## Karriere
Der 1,88 Meter große und 85 Kilogramm schwere linke Rückraumspieler spielte anfangs bei Lindeskolans IF. Er stand später bei LIF Lindesberg unter Vertrag, mit dem er in drei Spielzeiten am EHF Challenge Cup (2007, 2008, 2009) teilnahm. Im Sommer 2011 schloss er sich IFK Skövde HK an. Während der Zeit in seiner schwedischen Heimat spielte er 2007 mit dem Jugend-Nationalteam bei der U21-WM in Mazedonien und gewann dort die Goldmedaille. 
Nach drei Spielzeiten in Skövde schloss er sich dem österreichischen Erstligisten Bregenz Handball an. Mit den Vorarlbergern feierte er sein Debüt im EHF Cup. Nach der Saison 2014/15 wurde Warvne im Juni 2015 als „HLA Legionär des Jahres“ ausgezeichnet. Zur Saison 2017/18 wechselte Warvne zum HSC 2000 Coburg. Seit dem Sommer 2022 läuft er wieder für den schwedischen Verein LIF Lindesberg auf.
Tobias Warvne bestritt zwei Länderspiele für die schwedische Nationalmannschaft, in denen er zwei Treffer erzielte.

## Erfolge
- 2 × „HLA Legionär des Jahres“ 2014/15, 2015/16

## Name
Tobias Warvne tritt im deutschsprachigen Raum teils auch als Tobias Varvne auf.